# Teorie nálepkování
Teorie nálepkování (nebo také etiketizační teorie, Labeling Approach, teorie visačky či teorie labelingu) se řadí mezi konstruktivistické teorie, která se snaží o vysvětlení delikvence. Zabývá se procesem interakce mezi jedinci, kteří jsou považování za narušitele společenských norem, a mezi osobami, které tyto formy vytváří a následně narušitele hodnotí (dávají jim určitou nálepku). Anthony Giddens definuje teorii etiketizace jako teorii deviace, podle které se určití jedinci stávají deviantními proto, že byli takto označeni jinými lidmi. Teorie vznikla již ve 30. letech 20. století a to na základě analýzy delikvence mladistvých Tannebauma z Chicagské školy či Lindesmitha (experiment s opiem). Nicméně labeling se začíná více rozebírat až v 50. letech 20. století. Přijímán jako vysvětlující teorie je pak v 60. letech a hlavně v letech sedmdesátých, kdy je na vrcholu spolu s autory jako Becker, Lemert a Erikson. Po tomto období nicméně etiketizace pomalu mizí, a to především kvůli tomu, že její základní teoretikové v tezi dále nepokračují a nerozšiřují ji.

## Základní myšlenka
Teorie nálepkování tvrdí, že deviaci dávají vzniknout sociální skupiny, které si definují pravidla, jejichž porušení vede k označení jedince za devianta. Zda bude chování označeno za deviantní tedy určují aktuálně platné společenské normy, přičemž lidé, kteří obdrželi tuto nálepku, se stávají “outsidery”. To, co je označeno jako deviantní, tedy tolik nesouvisí s tím, čeho se člověk dopustil, ale spíše s tím, jak na daný čin nahlíží společnost.
Ne všichni nálepkovaní však porušili pravidlo, což znamená, že deviantem nemusí být jedinec, který se deviace opravdu dopustil. Deviantem je pouze ten, kterému byla nálepka úspěšně aplikována.  Proto deviací může být zločin, ale také mentální choroba či homosexualita.
Becker podotýká, že těmi, kdo nálepky udělují, jsou nejčastěji jedinci disponující nějakou mocí (ekonomickou či politickou) a autoritou, například policisté či učitelé. Bohatí nálepkují chudé, starší mladší, muži ženy, příslušníci etnické většiny přidělují nálepky lidem z menšin (náboženských, etnických apod.). 
Celý proces nálepkování je často upevňován právem, právními institucemi, bezpečnostními sbory, justicí, médii nebo výchovně vzdělávacími institucemi.
Podle Douglase Reybecka může nálepka postihnout také jedince, kterým se nepodaří dostatečně prokázat, že dodržují předepsané normy. Společnost je totiž podle autora založena na silné touze po jednotě a kolektivním vědomí, což má za následek stigmatizaci jakéhokoli “rušivého elementu”, na který je nahlíženo jako na hrozbu pro zajetý řád. Deviace ze strany společnosti se tím pádem dá dělit na “soft” a “hard” formu:
- Soft deviance = chování jedince je v rozporu s platnými normami, avšak není hrozbou pro sociální řád.
- Hard deviance = chováni jde jednak mimo normy a navíc je považováno za hrozbu.

Autor také říká, že nálepkování probíhá daleko častěji ve složitějších než v jednoduchých společnostech (myšleno co do počtu jedinců). Toto je dáno zejména tím, že v jednoduchých společnostech, kde je fyzická interakce na každodenním pořádku, je udržení jedince na okraji a mimo sociální život daleko těžší než v prvně zmíněných typech.
Podle současného významného britského sociologa A. Giddense bychom pod pojmem „etiketizační teorie“ neměli rozumět ucelenou teorii, nýbrž soubor spolu souvisejících myšlenek.

## Devianti
Deviace samotná má dvě formy - deviace jako odchylka od sociální normy (deviantní jednání se opravdu odklonilo od zavedených sociálních norem) a deviace jako nálepka (k odklonění od normy reálně nedošlo, avšak společností je přesto takto označeno). Díky tomu můžeme i devianty roztřídit do dvou skupin podle typu jejich deviace.
Dle jednoho z hlavních teoretiků labelingu, Howarda Beckera, devianti tvoří komunitu, jelikož mají společnou nálepku a sdílí také zkušenost s vyřazením na okraj společnosti. Marginalizace se odehrává zejména na poli normativního sociálního života.
Odpověď společnosti na “deviantní ”akt také záleží na okolnostech. Jsou tedy různé stupně toho, na co lidé reagují jako na deviaci, přičemž záleží především na:
- čase (v jednu chvíli může být člověk za deviantní akt souzen mírněji než jindy),
- původci aktu a na tom, komu při něm bylo ublíženo,
- povaze aktu (podle Goldmana a Dustera je závažnost činu základním kritériem pro to, jestli společnost zareaguje, což naopak Meade[8] popírá),
- viditelnosti aktu.

Samotní devianti se dělí do čtyřech skupin:
- Comforting behavior – následuje pravidla a je tak společností brán,
- Pure deviant – porušuje pravidla a je brán, jako deviant,
- Falsely accused – jedinec je branný jako deviant, ale nedopustil se žádného přestupku,
- Secret deviance – jedinec porušuje pravidla, nicméně není nálepkován.[4]

## Následky
Jedinec je následně vyčleněn z původních sociálních skupin a je donucen stát se součástí sociální skupiny, která je z pohledu společnosti podřadnější. Tato skupina pak často posílí jeho deviaci a on stále bude pokračovat v tomto chování, čímž dochází k tzv. internalizaci a sebenaplňujícímu se proroctví. Pojem sebenaplňující proroctví je možné vysvětlit na následujícím příkladu - student se před zkouškou obává toho, že nebude schopen se dostatečně připravit, což zapříčiní, že se bude místo studia podvědomě více zabývat svým strachem než učením se na zkoušku a jeho obava se díky tomu opravdu stane realitou. 
Nastává dramatická změna v jedincově veřejné identitě. Je přijímán jako deviant a je s ním také tak zacházeno. Tento prohřešek se stává jeho klíčovou vlastností a deviantní skupina se stává „subkulturou“.
Hughe říká, že většina statusů má klíčovou vlastnost, která slouží pro rozlišení. Například doktor je člověk, který má certifikát, tvrdící, že splnil jisté požadavky. To je jeho klíčová vlastnost, která zároveň říká, že by měl být z vyšší střední třídy, muž atd. Stejnou věc chce však uplatnit i na devianta. Člověk, který něco ukradl, nejen že podle společnosti bude krást dál, ale zároveň má další deviantské vlastnosti. Lidé ho tak vnímají a podle toho s ním zacházejí určitým (stigmatizujícím) způsobem. Jedinec je pak oddělen od konvenčních skupin, a to buď přímo nebo nepřímo.
Názornou ukázkou stigmatizace může být následující jev –  pokud bude dítě na začátku školní docházky označeno jako neschopné, hrozí tu nebezpečí, že bez ohledu na jeho případné zlepšení školních výsledků bude stejně vnímáno až do konce svých školních let.
Jako další příklad lze uvést homosexuály. Například homosexuál může dále zůstat ve své pozici, nicméně pracovní kolektiv k němu přichází jako k homosexuálovi, a tak je pro něj nemožné pokračovat na stávající pozici. Sežene si práci tam, kde jeho sexualita nehraje roli. Drogově závislý člověk, jehož závislost však neovlivňuje jeho pracovní výkon, je však vyřazen přímo. Nikdo ho nechce zaměstnat, a tak si hledá další ilegální činnosti (krádeže), které by jinak však nedělal.
Ve chvíli, kdy je deviant chycený, je s ním zacházeno jako s deviantem, a to může vyvolat další a větší deviaci.
- primární deviace – porušení pravidel v rámci přizpůsobivosti
- sekundární deviace – dochází k ní poté, co už byl jedinci přiřazen štítek; je to odpověď jedince na prvotní reakci společnosti

## Příklady procesu nálepkování
William Cambliss se ve svém průzkumu zaměřil na středoškoláky, kteří mají tendenci pít, krást a vandalizovat. Rozdělil je do dvou skupin - na „Saints“ a „Roughnecks“. Saints pocházeli z dobrých rodin střední vrstvy, měli dobré známky a dávali si pozor, aby nebyli chyceni. Roughnecks byli naopak z  nestabilních rodin nižších tříd. Měli špatné známky a nezáleželo jim tolik na tom, zda budou chyceni. Těm společnost přiřadila nálepky. Saints dělali podobné věci jako Roughnecks, nicméně si dávali pozor, aby nebyli nálepkováni. Byli milí na policisty, když byli chyceni, a policisté věděli, že pochází z lepších tříd, proto k nim byli shovívavější a nikdy na ně nepodali žalobu, což u Roughnecks dělali často.
Mezi další případy nálepkování můžeme zařadit také událost, jež se odehrála v roce 1922 v Chicagu. Na tamější pláži byly zatýkány ženy za to, že na sobě měly nevhodně krátký koupací oděv. Plavky v té době nemohly ukazovat tolik ze ženského těla, jak jsme navyklí dnes. Oděv nesměl končit výše než 6 palců (v přepočtu přibližně 15 cm) nad koleny. V dnešních podmínkách jsou takto krátké plavky již většinově akceptovány, hodnotící kritéria společnosti se znatelně zmírnila. Ženy nejsou nadále nálepkovány pro porušování dobrých mravů.
Proces etiketizace je znatelný i na následujícím příkladu – nepatřičné chování chudého chlapce bude označeno nálepkou „ten kluk roste pro šibenici“, zatímco u chlapce z vyšší ekonomické vrstvy bude identický prohřešek označen jen jako „klukovina“.

## Mentálně nemocní
Význačným teoretikem ve zkoumání nálepkování v mentálních chorobách je Scheff. Obecně akceptovaným rozdělením nálepek je pak následující toto členění:
- formální nálepky – jsou dány profesionály – psychiatři, pediatři…
- neformální nálepky – jsou dány vrstevníky, rodinou, dokonce i učiteli.

Mohou se také objevit „sekundární efekty“ nálepkování:
- jedinci mohou zakusit sociální stigma z nálepky,
- nálepky mohou být užity k blokování různých sociálních příležitostí, jako zapojení do kolektivu nebo pracovní příležitosti,
- jedinci se mohou ztotožňovat s negativními nálepkami.

Výzkum zabývající se pohledem společnosti na mentální choroby byl proveden A. F. Jormem a A. Wrightem, kteří na základě telefonních hovorů s australskou mládeží testovali, zda jedinci správně identifikují jednu ze tří mentálních nemocí (psychóza, sociální fobie, deprese) na základě popisu operátora. Ukázalo se, že deprese byla správně označena dvakrát častěji než psychóza a že sociální fobie byla naopak nejhůře odhalena, a to přes její nejčetnější citování respondenty. Správnost tedy závisela na typu poruchy a na tom, jak jsou nemoci společensky definovány.
Další výzkum studoval efekt deviantní nálepky na pohled studentů psychologie na psychicky narušeného člověka. Výzkumníci vyprofilovali 4 pacienty, jimž přiřadili znaky určité psychopatologie (pacienti léčení na psychiatrii, drogově závislí, alkoholici, dříve odsouzení). První část studentů obdržela anamnézy bez těchto nálepek, druhá s nálepkami. Úkolem studentů pak bylo odhadnout, zda by jedinci odpověděli správně na každou z 52 otázek testu osobnosti (kde se testovala přítomnost psychopatologie). Hypotézou, který se potvrdila bylo to, že nálepka značně zvyšuje tendenci někoho nazvat psychopatologickým. Etiketizační proces a jeho vliv na psychicky nemocné byl zkoumán také americkými akademiky Linkem, Strueningem, Cullenem, Shroutem a Dohrenwendem. Jejich studie, zahrnující Scheffovy předpoklady o labelingu, se zabývala sociálním začleněním mentálně nemocných lidí podstupujících léčení. Zjistili, že vlivem socializace si jedinci utváří názor na jednání s mentálně postiženými pacienty, které vnímají jako silně negativní. Čím více tito pacienti uvěří, že bude jejich společenská pozice znehodnocena, tím více se bojí interakce s ostatními lidmi. Častým důsledkem pak bývá úplná izolace od společnosti a spoléhání se na pouze nejužší kruh blízkých osob, což vede k nedostatku sebeúcty a také k problémům v pracovním a sociálním prostředí. Ve studii je tedy zjevné, že čím více pacient uvěří nálepce sociálně izolovaného, tím spíše toto chování přijme za své.

## Homosexuálové
Homosexuálové bývají heterosexuálními muži považováni za méně maskulinní, což je oslabuje ve společnosti. Protože je mužská role pro ně velmi důležitá, uchylují se ke konformitě a pokoušejí se skrývat svou sexuální orientaci a žít nepohodlný dvojí život, aby nebyli společensky „trestáni“ a byli považováni za více maskulinní jedince. Etiketizační teorii lze ilustrovat na situaci Francie v 18. století, kdy byla homosexualita zakázána (pod pojmem sodomie byla označena jako ohrožující mír, bezpečnost a pořádek společnosti a spadala do stejné kategorie jako vražda). Dle historických záznamů se policie o homosexuální projevy chování zajímala ale jen tehdy, pokud způsobovaly neklid veřejnosti. Tajné homosexuální chování bylo sice stále kontrolováno a sledováno, avšak zůstávalo bez trestu. Skrývání se před policejním postihem mohlo být částečnou příčinou vyhledávání náhodných homosexuálních vztahů, i když tento postoj je dnes konfrontován tím, že se jedná spíše o projev homosexuální kultury „bez pravidel“.

## Významní představitelé
I díky tomu, že teorie nálepkování není ucelenou teorií, spíše souborem spolu souvisejících myšlenek, je pochopitelné, že přístupy osobností, které se jejím průzkumem zabývali, se poměrně liší.
Z nálepkových teoretiků je nejznámější Lemert, který jako první formuluje tuto teorii ve svém díle A Systematic Approach to the Theory of Sociopathic Behavior vydaném v roce 1951.
Howard Becker tuto teorii rozšířil, a tak je to právě jeho teorie, která se stala všeobecně uznávanou. Dalšími zástupci mohou být Tannenbaum, Kitsuse, Erickson, Goffman, Schur, Garfinkel, Scheff, Matza, Platt a další.
Lemert – americký sociolog, který přichází s teorií sekundární a primární deviace. Pokud dojde k porušení společenské normy, má daný člověk dvě možnosti – buď bude své následující činy normalizovat, nebo bude jeho osoba stigmatizována. Na tom, jak bude reagovat, závisí i reakce prostředí, ve kterém se nachází. Čím více je jeho prostředí stigmatizováno, tím je pravděpodobnější, že se zmíněný člověk uchýlí k dalšímu deviantnímu jednání. Tento jev Lemert označuje jako sekundární deviaci.
Howard S. Becker – v roce 1950 napsal spis s názvem Outsiders. Objevil, že vlastnosti, které se lišily od norem, byly nálepkováni těmi, kteří drželi více sociální moci, ať už byli profesionální autoritou či „moral entrepreneurs“ (morální podnikatelé), což jsou jak jedinci, tak organizace či sociální hnutí, které dává nebo odebírá nálepku, která byla udělena, a mají za nálepkování zodpovědnost (například policie).
Také tvrdil, že nálepky jsou sestaveny, aby dávaly do kategorií jednotlivce, kteří nenásledují základní pravidla chování. Ti pak nejen, že přijmou jim přiřazené nálepky, ale postupem času začínají ukazovat chování spojené s těmito nálepkami
Podle Beckera jsou některé nálepky v jistých skupinách pěstované dobrovolně, pro společenské přijetí. Zkoumal totiž muzikanty, kteří si pěstovali neobvyklé chování, aby jim byla přiřazena nálepka jako excentrickým. Protože pomocí ní si prostředkovali kariéru a byli tak přijímáni jako muzikantiH.
Tannenbaum – jeho labelingové teorii se říkalo „dramatization of evil“ (dramatizace zla), která říká, že deviace se stává postupem času větší a větší součástí života jedince.
Meade – ve svém článku The Labeling Approach of Delinquency se snaží zjistit, zda se Beckerova teorie recidivy jako další fáze nálepkovacího procesu a internalizace deviace zakládá na ověřitelných empirických datech. Jeho závěr je negativní.
Scheff – nálepkování je jistá degradace, kdy dochází k výměně osobnosti za jinou, kterou jedinci přiřadila společnost.

### Kritika
V 60. a 70. letech, kdy byl labeling považován za dominantní sociologickou teorii kriminality, se stal také objektem četné kritiky. Této teorii byla vytýkána především omezená aplikovatelnost v rámci preferencí oficiálního nálepkování oproti neoficiálním reakcím na deviaci. Nálepkování také nebylo plně prokázáno empirickými výzkumy a nedostatečně zahrnuje psychologické aspekty nebo se hlouběji nezabývá sekundární deviací (tzn. chováním, které je zapříčiněno společenskou reakcí na deviaci člověka). Další kritiky:
Gove – sekundární efekty jsou následkem primárního stavu a ne nálepek
Meade – neexistuje korelace mezi outsiery a recidivou (tzn. popírá sekundární deviaci)
Glassner – Beckerova teorie nedokáže vysvětlit, proč jsou labelizovaní i ti, kteří nic neudělali
McAuliffe, Nelson a Farel, Gove a Akers – některé skupiny (homosexuálové, mentálně nemocní, drogově závislý atd.) obdrží nálepku ještě před tím, než se jejich “deviantní” chování projeví.